# Лейквуд-Парк (Теннессі)
Лейквуд-Парк (англ. Lakewood Park) — переписна місцевість (CDP) в США, в окрузі Коффі штату Теннессі. Населення — 1161 особа (2020).

## Географія
Лейквуд-Парк розташований за координатами 35°38′55″ пн. ш. 86°8′7″ зх. д. / 35.64861° пн. ш. 86.13528° зх. д. (35.648635, -86.135366).  За даними Бюро перепису населення США в 2010 році переписна місцевість мала площу 15,16 км², з яких 14,87 км² — суходіл та 0,29 км² — водойми.

## Демографія
Згідно з переписом 2010 року, у переписній місцевості мешкало 990 осіб у 443 домогосподарствах у складі 251 родини. Густота населення становила 65 осіб/км².  Було 776 помешкань (51/км²).
Расовий склад населення:
| - 96,2 % — білих - 1,5 % — корінних американців - 0,3 % — чорних або афроамериканців - 0,2 % — азіатів - 0,1 % — вихідців з тихоокеанських островів |

До двох чи більше рас належало 0,9 %. Частка іспаномовних становила 1,9 % від усіх жителів.
За віковим діапазоном населення розподілялося таким чином: 18,5 % — особи молодші 18 років, 64,0 % — особи у віці 18—64 років, 17,5 % — особи у віці 65 років та старші. Медіана віку мешканця становила 46,3 року. На 100 осіб жіночої статі у переписній місцевості припадало 99,2 чоловіків;  на 100 жінок у віці від 18 років та старших — 102,3 чоловіків також старших 18 років.
Середній дохід на одне домашнє господарство  становив 27 519 доларів США (медіана — 27 807), а середній дохід на одну сім'ю — 32 602 долари (медіана — 36 122). За межею бідності перебувало 38,1 % осіб, у тому числі 40,2 % дітей у віці до 18 років та 20,7 % осіб у віці 65 років та старших.
Цивільне працевлаштоване населення становило 265 осіб. Основні галузі зайнятості: транспорт — 36,2 %, роздрібна торгівля — 27,5 %, виробництво — 23,4 %.